# Metaversus special edition
Metaversus special edition è la riedizione del 2005 dell'album del 1999 Metaversus, che segnò il successo nazionale dei 24 Grana, in una nuova veste, con un DVD contenente tutti i videoclip del gruppo, un'ampia photogallery (circa 300 foto), una serie di contributi speciali inediti raccolti in otto anni di tour in giro per il mondo e interviste con i quattro componenti della band.

## Tracce
1. Nel metaverso
2. Rappresento
3. Vesto sempre uguale
4. Nun me movo mai
5. La pena
6. La costanza
7. Le abitudini
8. Resto acciso
9. Epitaph
10. Stai mai 'cca